# سیارک ۱۰۲۶۵
سیارک ۱۰۲۶۵ (به انگلیسی: 10265 Gunnarsson، نامگذاری:1978RY6) ده هزار و دویست و شصت و پنجمین سیارک کشف شده‌است که در ۲ سپتامبر ۱۹۷۸ کشف شد.
قدر مطلق سیارک برابر ۴۴٫۶ است.